# Farley Mowat

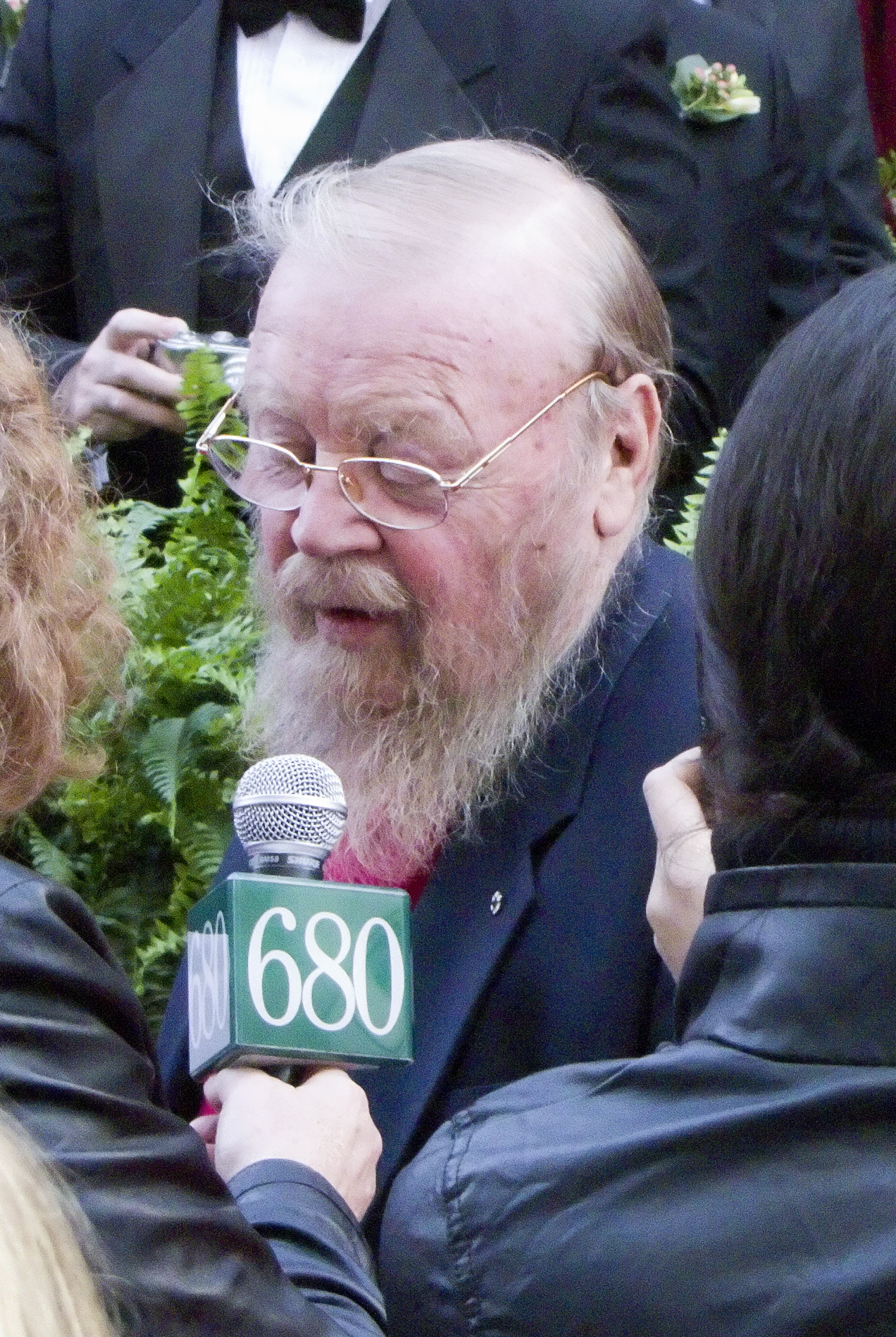
Farley Mowat 2010

Farley McGill Mowat OC (* 12. Mai 1921 in Belleville, Ontario, Kanada; † 6. Mai 2014 in Port Hope, Ontario, Kanada) war ein kanadischer Schriftsteller, dessen Bücher in mehr als 50 Sprachen übersetzt wurden. Viele seiner erfolgreichsten Werke handeln von Erinnerungen an seine Kindheit, an seinen Militärdienst und an seine kurze Zeit als Naturforscher. Dabei ließ er nach eigener Aussage die „gute Story“ nicht durch Tatsachen beeinträchtigen und schrieb „subjektive Sachbücher“.

## Leben

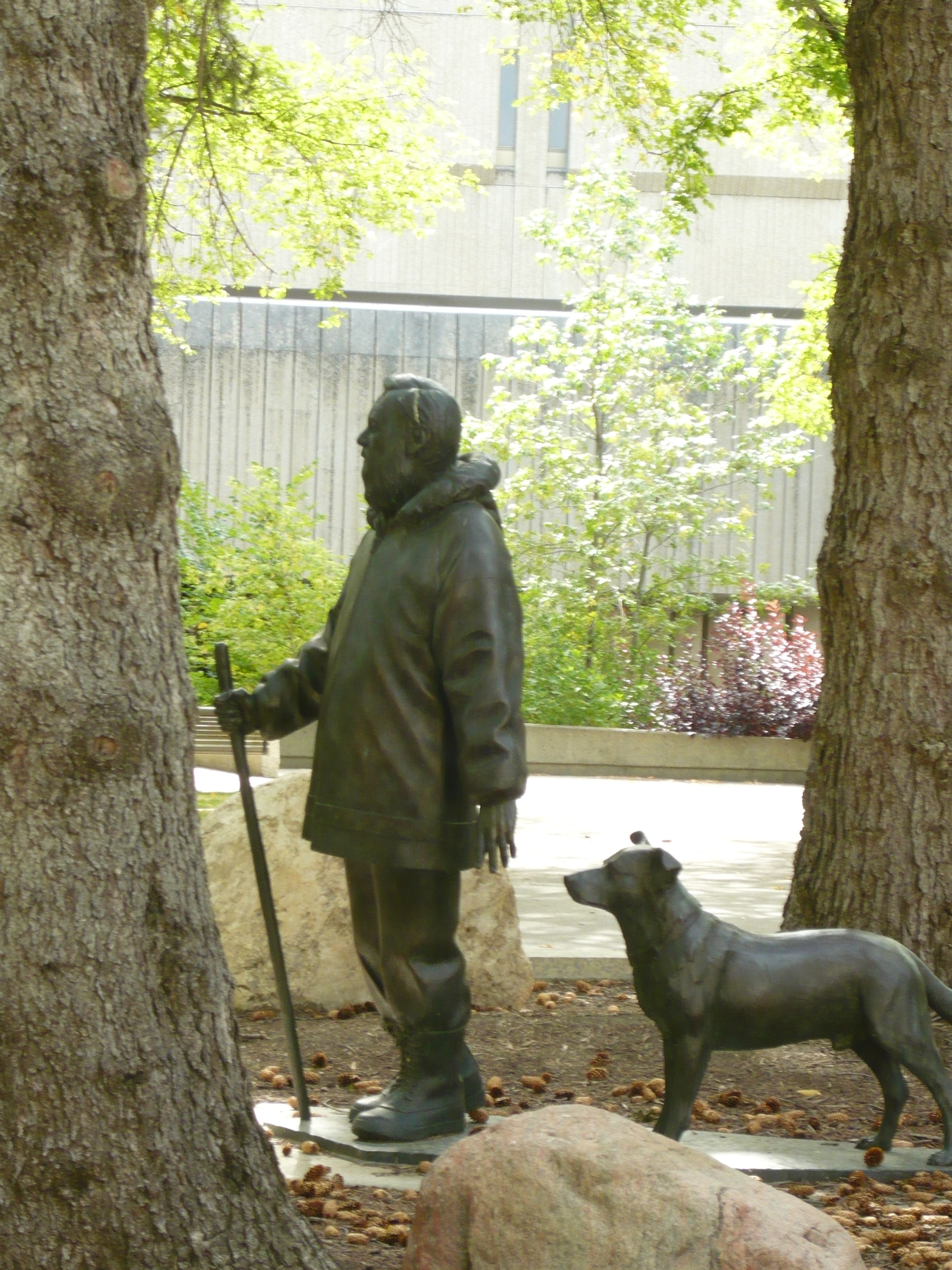
Statue von Mowat als Polarforscher, Univ. Saskatchewan, 2014

Der Politiker Oliver Mowat war Farleys Urgroßonkel, sein Vater Angus Mowat wurde bei der Schlacht bei Arras (1917) verwundet, war leitender Bibliothekar in der Provinz Ontario, und nebenher weitgehend erfolglos als Schriftsteller tätig. Während seine Familie in den Jahren 1930–1933 in Windsor lebte, begann Farley mit dem Schreiben. Auf dem Höhepunkt der Weltwirtschaftskrise zog die Familie dann nach Saskatoon in Saskatchewan um.
Als Junge war Mowat fasziniert von der Natur und den Tieren. Im Alter von 13 Jahren schrieb er für die Zeitung „Saskatoon Star-Phoenix“ und kümmerte sich um Standvögel, die im Winter nicht in den Süden flogen. Im Jahr 1935 reiste er mit 15 Jahren gemeinsam mit seinem Großonkel Frank, einem Vogelkundler, zum ersten Mal in die Arktis. Im Sommer 1939 sammelten er und Frank Banfield, ebenfalls Student der Biologie an der Universität von Toronto, Proben in seiner Heimatprovinz für das Royal Ontario Museum. Kanada trat am 10. September in den Zweiten Weltkrieg ein; Mowat und Banfield wurden Soldaten, aber nur Banfield schrieb seinen Bericht über Großsäuger an den „Canadian Field-Naturalist“ noch während der einjährigen Ausbildung vor der Soldatenzeit in Übersee, Mowat über seine Vogelbeobachtungen erst danach – sein letzter wissenschaftlicher Beitrag.
Ab Juli 1942 in England wurden die Soldaten, mangels aktiven westalliierten Fronten auf dem Kontinent, ein weiteres Jahr ausgebildet. Mowat vertrieb sich die Zeit u. a. mit Experimenten an deutschen Blindgängern. Ab Sommer 1943 kämpfte Mowat als Offizier eines kanadischen Bataillons in der Operation Husky, der alliierten Invasion Siziliens 1943, und mit der 1. kanadischen Infanterie-Division in anderen Teilen Italiens, mit schweren Verlusten unter Kameraden, etwa in der Schlacht um Ortona, dem „Stalingrad Italiens“. Er war danach 1944/45 im Hongerwinter an den Verhandlungen für humanitäre Hilfslieferungen beteiligt, und am Einsammeln von Kriegsbeutestücken, u. a. der bemannten Version der V-1, dem Fi103R-IV Reichenberg-Gerät im Kanadischen Kriegsmuseum. Erst 1979 veröffentlichte er seine Kriegserlebnisse in „And No Birds Sang“.
Nach dem Krieg setzte Mowat ab September 1946 sein Biologiestudium mit einem Veteranen-Stipendium fort, allerdings ohne Abschluss. Während einer Exkursion zum Nueltin Lake im Keewatin-Distrikt in der Arktis unter Francis Harper 1947 erfuhr er indirekt von der Not der Inuit. Dies verarbeitete er 1952 in seinem ersten Roman People of the Deer, durch den er zu einer umstrittenen literarischen Berühmtheit wurde; sein Name wurde von Kritikern seiner Sachkenntnisse zu „Hardly Know it“ verballhornt. Das Werk trug allerdings letztendlich dazu bei, das Verhältnis der kanadischen Regierung zu den Inuit zu verbessern. Im Jahr 1956 folgte das preisgekrönte Kinderbuch Lost in the Barrens.
1947 wurde der Canadian Wildlife Service gegründet, Frank Banfield war bereits dessen oberster Säugetier-Experte; ab 1948 untersuchte er mit vier Assistenten Tundra-Rentiere (Barren-ground caribou). Mowat wurde als Student-im-zweiten-Jahr eingestellt als Technischer Offizier 1. Grades, für C$ 175 im Monat, um die Auswirkung von Wölfen auf Karibu zu beobachten. Er wurde allerdings aufgrund Beschwerden nach sechs Monaten aus dem öffentlichen Dienst entlassen und fertigte einen Abschlussbericht an dem noch nicht angesehen werde konnte, dass er Grundlage für ein Bestseller werden würde, so Banfield 1964 bei der Besprechung von Mowats Never Cry Wolf von 1963. Aufgrund von Befürchtungen, dass teils tollwütige Wölfe die geschrumpften Karibuherden zu stark dezimieren könnten, erwog die kanadische Regierung in den späten 1950ern, Wölfe gezielt zu töten. Nach ähnlichem Muster wie zuvor „böse Regierung gegen arme Inuit“ verteidigte Mowat in einem Roman, der angeblich auf eigenen Forschungserlebnissen basiert, die Wölfe gegen die Politik, und äußerte die Ansicht, dass Wölfe sich vor allem von Lemmingen ernährten und allenfalls alte oder kranke Karibus töteten. Dass sein Ex-Vorgesetzter dieses Werk mit dem Märchen von Rotkäppchen verglich, der Roman auch von anderen Wissenschaftlern widerlegt wurde, und starke Anlehnungen an Pflichtlektüre für den Feldstudieneinsatz aufgezeigt wurden, tat seinem Erfolg keinen Abbruch, er fand weltweite Verbreitung (deutsch: Ein Sommer mit Wölfen, 1971). 1983 verfilmte Walt Disney das Buch, der Film wurde in Deutschland unter dem Titel Wenn die Wölfe heulen gezeigt.
Mowat lebte ab 1962 fünf Jahre lang in Burgeo bei Channel-Port aux Basques auf Neufundland. Dort schrieb er weitere Bücher und setzte sich gegen den Walfang ein. 1981 war er Co-Autor für den TV-Film „A Whale for the Killing“ mit Peter Strauss und Richard Widmark. Als ihm 1985 auf einer Werbetournee für sein neuestes Buch am Flughafen Toronto von US-Zollbeamten wegen Verdacht auf Sympathie für den Kommunismus der Flug in die USA verweigert wurde, erregte der Fall weltweit Aufmerksamkeit.
Mowat unterstützte die Grüne Partei Kanadas. In seinem Haus hielt Mowat Vögel und einen Alligator. Er war zweimal verheiratet, mit Frances Elizabeth Thornhill ab 20. Dez 1947 (Söhne Robert Alexander „Sandy“ und David Peter), und nach Scheidung mit der Autorin Claire Wheeler (* 1933).

## Erfolge und Ehrungen
Mowats Engagement richtete die Aufmerksamkeit auf die schwere Situation der Inuit und die grandiose Natur des Nordens. Seine Werke wurden bislang in 52 Sprachen übersetzt, bisher wurden mehr als 17 Millionen Bücher verkauft. Er war Mitglied im internationalen Leitungsgremium der Umweltschutzorganisation Sea Shepherd Conservation Society, deren Flaggschiff ihm zu Ehren im Jahr 2002 erstmals Farley Mowat getauft wurde; nach dessen Versenkung durch Kanada hieß ein weiteres Schiff so.
1970 erhielt er den Vicky Metcalf Award; 1981 wurde er als Officer in den Order of Canada aufgenommen.

## Kritik
Mowat war seit den 1950ern als Schriftsteller und Aktivist erfolgreich und umstritten. Laut dem Artikel „A Real Whopper“ von John Goddard im kanadischen Magazin „Saturday Night“ vom Mai 1996, auf dem Titelbild Mowat mit langer Pinocchio-Nase, sind Mowats angebliche Erlebnisberichte nicht durch seine eigenen in Archiven hinterlegten Notizen gedeckt, sondern eine Mischung aus Beobachtungen, Berichten und Wunschdenken. Auch seine Behauptungen, zwei Winter und einen Sommer mit Wolfsbeobachtungen zugebracht zu haben, werden als übertrieben bezeichnet; stattdessen habe er nur 90 Stunden lang die Wölfe erforscht. Nach der Veröffentlichung dieser Kritik im Saturday Night entbrannte eine heftige Diskussion um den Realitätsgehalt von Mowats Berichten.

## Veröffentlichungen
Romane und Erzählungen
- The Last Husky. (zuerst: Saturday Evening Post, 1955)
  - Arnuk, in Moderne Erzähler der Welt: Kanada. Übers. Walter E. Riedel. Horst Erdmann, Tübingen 1976 u.ö., S. 233–251
- Das Geheimnis im Norden. Hoch, 1961 (Lost in the Barrens 1956)
- Die Schwarze Seekuh: Schmuggler vor Neufundland. Herder, 1967 (The Black Joke 1962)
- The Curse of the Viking Grave. (1966)
- Übers. Elisabeth Schnack: Der Schneewanderer. Zehn Erzählungen. Unionsverlag, Zürich 1997, ISBN 3-293-20104-0 (The Snow Walker 1975)
  - zuerst als: Innuit. Vom Mut der Eskimo. (gleiche Übersetzerin) Albert Müller, Rüschlikon 1977; wieder 1992

Erlebnisberichte
- Gefährten der Rentiere. Deutsche Verlags-Anstalt, 1954 (People of the Deer 1952)
- Der Hund, der mehr sein wollte. Europa, 1959 (The Dog Who Wouldn’t Be 1957)
- Chronik der Verzweifelten. Der Untergang der Karibu-Eskimos. VEB Brockhaus, Leipzig 1962 (The Desperate People 1959)
- Coppermine Journey. (1958)
- Ordeal by Ice. (1960)
- Wol und Wieps, zwei listige Strolche. Engelbert, 1973, ISBN 3-536-00360-5 (Owls in the Family 1961)
- Ein Sommer mit Wölfen. Engelbert, 1971 (Never Cry Wolf 1963); wieder als Rowohlt TB
- Westviking: The Ancient Norse in Greenland and North America. 1965, ISBN 978-0-7710-6692-4
- Im Banne der Arktis. Das Ringen um den Pol. Schweizer Verlagshaus, Zürich 1975, ISBN 3-7263-6158-8 (The Polar Passion 1967)
- Canada North. 1967
- This Rock Within the Sea: A Heritage Lost. 1968
- Das Boot, das nicht schwimmen wollte. Busse-Seewald, Herford 1978, ISBN 3-87120-805-1 (The Boat Who Wouldn't Float 1969)
- Sibirien: ein Reisebericht. Rüschlikon 1972, ISBN 3-275-00469-7 (Sibir: My Discovery of Siberia 1970)
- Moby Joe darf nicht sterben. Albert Müller, 1973 (A Whale for the Killing 1972; 1981 verfilmt unter dem Titel Walmord mit Peter Strauss und Richard Widmark)
- Tundra. (1973)
- Canada North Now: The Great Betrayal. (1976)
- And No Birds Sang. McClelland & Stewart, Toronto 1979, ISBN 0-316-58695-1 (online).
- Virunga. (1987)
- Das Ende der Fährte: Die Geschichte der Dian Fossey und der Berggorillas in Afrika. Schweizer Verlags-Haus, 1988, ISBN 3-7263-6569-9 (Woman in the mists: The Story of Dian Fossey and the mountain gorillas of Africa 1989)
- Der Untergang der Arche Noah. Vom Leiden der Tiere unter den Menschen. Rowohlt, 1987, ISBN 3-498-04297-1 (Sea of Slaughter 1984).
- Verlorene Wege: das Schicksal einer Inuit-Familie. Goldmann, 2002, ISBN 3-442-71176-2 (Walking the Land 2000)

## Verfilmungen
- 1980: Walmord. (A whale for the killing)
- 1983: Wenn die Wölfe heulen
- 1989: Allein in der Wildnis. (Lost in the Barrens)
- 2003: The Snow Walker. Wettlauf mit dem Tod, nach der Kurzgeschichte Walk Well My Brother.